# Masilo John Selemela
Masilo John Selemela (* 13. Januar 1972 in Magoebaskloof, Provinz Limpopo) ist ein südafrikanischer römisch-katholischer Geistlicher und Weihbischof in Pretoria.

## Leben
Masilo John Selemela absolvierte 1991 das Propädeutikum und studierte anschließend von 1992 bis 1993 Philosophie am Priesterseminar von Hammanskraal sowie von 1994 bis 1998 Theologie am Nationalseminar St. John Vianney in Pretoria. Am 12. Juni 1999 empfing er das Sakrament der Priesterweihe für das Bistum Tzaneen.
Neben verschiedenen Tätigkeiten in der Pfarrseelsorge war er von 1999 bis 2006 in der Jugend- und Berufungspastoral tätig, ab 2004 als Diözesandirektor. Von 2006 bis 2011 studierte er in Rom und erwarb an der Päpstlichen Universität Urbaniana das Lizenziat in Dogmatik sowie einen Abschluss in kirchlicher Verwaltung bei der Kleruskongregation. Von 2011 bis 2019 war er Professor und Subregens am Nationalseminar in Pretoria, dessen Leitung er anschließend übernahm.
Papst Franziskus ernannte ihn am 16. Juli 2022 zum Titularbischof von Nachingwea und zum Weihbischof in Pretoria. Der Erzbischof von Pretoria, Dabula Anthony Mpako, spendete ihm am 3. September desselben Jahres die Bischofsweihe. Mitkonsekratoren waren der Bischof von Tzaneen, João Noé Rodrigues, und der Bischof von Port Elizabeth, Vincent Mduduzi Zungu OFM.